# Edward Frenkel
Ej att förväxlas med Edward Fraenkel eller Eduard Fraenkel
Edward Vladimirovich Frenkel (ryska: Эдуáрд Влади́мирович Фре́нкель), född 2 maj 1968, är en rysk-amerikansk matematiker som arbetar med representationsteori, algebraisk geometri och matematisk fysik. Han är professor i matematik vid University of California, Berkeley, medlem av American Academy of Arts and Sciences och författare till den bästsäljande boken Love and Math.